# Gyrid Olavsdatter
Gyrid Olavsdatter (Gyritha hos Arild Huitfeldt) var en svensk kvinde som efter traditionen var af kongeligt blod. Hendes far var ifølge sagaberetnigerne Olav Bjørnsson, bror til Erik Sejrsæl, som han var samkonge med før han døde. Hun skulle således ifølge disse beretninger have været søster til Styrbjørn den Stærke. Efter at Styrbjørn blev uvenner med sin onkel og drog i landflygtighed forlod også Gyrid landet.[kilde mangler] Da Styrbjørn indgik i en dynastisk forbindelse med den aldrende konge af Danmark, Harald Blåtand, omkring 985 ved at gifte sig med dennes datter Thyra Haraldsdatter, blev Gyrid samtidigt gift med danskekongen.
Antagelig var det ikke noget heldigt giftermål for Gyrids vedkommende. Den danske konge var en ældre mand og døde ikke lang tid efter. Hans søn Svend Tveskæg havde næppe noget til overs for farens seneste hustru,[kilde mangler] og broren Styrbjørn døde også kort tid efter, at hun var blevet gift, i et slag ved Fyrisvall mod onklen Erik Sejrsæl. Herefter forsvinder Gyrid ud af sagafortællingerne.